# Federación croata de baloncesto
La Federación croata de baloncesto (en croata Hrvatski košarkaški savez o HKS) es el organismo que rige las competiciones de clubes y la Selección nacional de baloncesto de Croacia. Pertenece a la asociación continental FIBA Europa.

## Registros
- 137 Clubes Registrados.
- 1542 Jugadoras Autorizadas.
- 11024 Jugadores Autorizados.